# Céline Lafontaine
 (juillet 2025).
Motif : Où sont les sources secondaires démontrant une notoriété encyclopédique ? Respect de WP:NSU ?
- Archive Wikiwix
- Bing
- Cairn
- DuckDuckGo
- E. Universalis
- Gallica
- Google
- G. Books
- G. News
- G. Scholar
- Persée
- Qwant
- (zh) Baidu
- (ru) Yandex

| 1. | Préciser le motif de la pose du bandeau. | Précisez le motif de la pose du bandeau en utilisant la syntaxe suivante : {{admissibilité à vérifier\|date=août 2025\|motif=remplacez ce texte par le motif}}                         |
| 2. | Informer les utilisateurs concernés.     | Pensez à avertir le créateur de l'article, par exemple, en insérant le code ci-dessous sur sa page de discussion : {{subst:avertissement admissibilité à vérifier\|Céline Lafontaine}} |

Céline Lafontaine est professeure de sociologie à l’Université de Montréal. Elle est reconnue pour ses recherches sur les enjeux épistémologiques, politiques, économiques et culturels des technosciences. Ses travaux touchent plus particulièrement à l’articulation entre la bioéconomie, l’économie de la promesse et le processus de bio-objectivation. Plus récemment, elle s’intéresse à la question du vivant dans le contexte de l’Anthropocène.
Elle a écrit plusieurs ouvrages parus aux Éditions du Seuil : Bio-objets (2021), Le corps-marché (2014), La société postmortelle (2008) et L’empire cybernétique (2004),, ainsi que Nanotechnologies et sociétés publié aux Éditions du Boréal en 2010,.

## Travaux
En 2001, Céline Lafontaine a réalisé, sous la direction de Philippe Breton, une thèse de doctorat à l’Université Paris-I (Panthéon-Sorbonne) et l’Université de Montréal, qui a été publiée sous le titre L’empire cybernétique. Des machines à penser à la pensée machine aux éditions du Seuil en 2004. Cet ouvrage lui a valu le prix Jeune sociologue de l'Association internationale des sociologues de langue française. Elle y retrace l’influence de la cybernétique dans les principaux courants intellectuels de la deuxième moitié du XXe siècle (structuralisme, poststructuralisme, postmodernisme),,. Poursuivant les réflexions développées dans le cadre de sa thèse, elle a élaboré le concept de « postmortalité » pour décrire le rapport à la mort dans les sociétés contemporaines,. Dans La société post-mortelle. La mort, l’individu et le lien social à l’ère des technosciences, elle analyse comment la mort est progressivement devenue un problème à contrôler et à surmonter techniquement à travers un double processus de déconstruction scientifique et de désymbolisation,.
En tant que sociologue des sciences, elle s’intéresse plus spécifiquement aux enjeux épistémologiques, sociaux, économiques et environnementaux des biotechnologies. En 2014, dans Le corps-marché, elle a contribué à théoriser la « bioéconomie », un modèle valorisant la productivité des processus biologiques,. Dans son livre Bio-objets. Les nouvelles frontières du vivant, elle a analysé les transformations de notre rapport au vivant apportées par la production de « bio-objets » (gamètes, embryons, cellules souches). Elle y pose le constat que la « civilisation in vitro » est traversée par une contradiction fondamentale : alors qu’on constate la disparition de la biodiversité, les bio-objets prolifèrent dans les laboratoires. Développant une approche globale pour penser les objets vivants cultivés en laboratoire, Céline Lafontaine montre que les frontières entre vivant et non-vivant, sujet et objet sont brouillées par les technosciences,,. De plus, cette « matière vivante » bouleverse notre rapport à l’identité, à la temporalité et à la filiation. Cet ouvrage poursuit également les réflexions, déjà amorcées avec La société post-mortelle, sur l’« économie de la promesse », un modèle qui s’appuie sur les discours promissoires de l’innovation technoscientifique,.
Parallèlement, elle a dirigé plusieurs projets de recherche financés par le Conseil de recherches en sciences humaines du Canada (CRSH) : « Le vivant à l'aune de l'Anthropocène. Étude des enjeux matériels, sociaux, culturels, éthiques et épistémologiques des représentations du vivant et des imaginaires sociotechniques des biotechnologies » (2021-2027), « Des bio-objets à la bio-impression : les nouvelles frontières matérielles du corps humain. Étude des enjeux sociaux, culturels et éthiques liés aux nouveaux usages biotechnologiques du corps humain » (2016-2023) et « De la guérison à la régénération : vers un nouveau paradigme biomédical. Étude des représentations du corps et de la vieillesse portées par la nanomédecine et la médecine régénérative » (2009-2012).

### Publications
Céline Lafontaine, L’empire cybernétique. Des machines à penser à la pensée machine. Paris, Seuil, 2004.  (ISBN 9782020561709)
Céline Lafontaine, « The Cybernetic Matrix of French Theory », Theory, Culture & Society, vol 5, n°24, 2007, pp.27-46. DOI: 10.1177/0263276407084637
Céline Lafontaine, La société postmortelle. La mort, l’individu et le lien social à l’ère des technosciences. Paris, Seuil, 2008.  (ISBN 9782020859530)
Céline Lafontaine et Michèle Robitaille, « Nano-Body or Nobody? Radical Life Extension of a Disembodied Self », dans Bianca Maria Pirani et Ivan Vargua (dir.), The New Boundaries between Bodies and Technologies, Cambridge, Cambridge Scholars Publishing, 2008, pp.126-143.  (ISBN 9781847184993)
Céline Lafontaine, « The Postmortal Condition. From the biomedical deconstruction of death to the extension of longevity », Science as Culture, vol.18, n°3, 2009, pp.297-312. DOI: 10.1080/09505430903123008
Céline Lafontaine, « Regenerative medicine’s immortal body: From the fight against ageing to the extension of longevity», Body Society, vol.15, n°4, 2009, pp. 53–71. DOI: 10.1177/1357034X0934722
Céline Lafontaine et Michèle Robitaille, « Entre science et utopie : le corps transfiguré des nanotechnologies », dans Virginie Tournay et Annette Leibing (dir.). Les technologies de l'espoir. La fabrique d'une histoire à accomplir, Québec, Presses de l’Université Laval, 2010, pp.47-66. DOI: 10.1515/9782763709956-005.  (ISBN 9782763789958)
Céline Lafontaine, Nanotechnologies et société. Enjeux et perspectives : Entretiens avec des chercheurs. Montréal, Boréal, 2010.  (ISBN 9782764620229)
Céline Lafontaine et Mathieu Noury, « Quand l’art réinvente la vie. Pour une analyse sociologique de l’art transgénique », Cahiers de recherche sociologique, n°50, 2011, pp.121-140. DOI: 10.7202/1005980ar
Céline Lafontaine, « De la dégénérescence à la régénération: vieillir à l'âge de la médecine régénératrice » dans Hachimi Sanni Yaya (dir.) La réponse de la science médicale au « devenir vieux ». Prolongéviste, transhumanisme et biogérontologie, Québec, Presses de l'Université Laval, 2012, pp.75-95.  (ISBN 9782763798547)
Céline Lafontaine, Le corps-marché. La marchandisation de la vie humaine à l'ère de la bioéconomie, Paris, Seuil, 2014.  (ISBN 9782021038880)
Céline Lafontaine, « Le corps cybernétique de la bioéconomie », Hermes, n°68, 2014, pp. 31-35. DOI : 10.3917/herm.068.0031
Céline Lafontaine et Mathieu Noury, « De la nanomédecine à la nanosanté: vers une redéfinition technoscientifique de la santé », Socio-Anthropologie, n°29, 2014, pp.13-35. DOI: 10.4000/socio-anthropologie.1635
Céline Lafontaine, « Ageing in the Era of Regenerative Medicine. Analysis of Ageing-Related Representations among Canadian Researchers », The Sociological Quarterly, vol. 56, 2015, pp.62-79. DOI: 10.1111/tsq.12083
Céline Lafontaine, « Régénérer le corps pour régénérer l'économie. La double promesse de la médecine régénératrice », dans Marc Audétat (dir.) Sciences et technologies émergentes: Pourquoi tant de promesses?, Paris, Hermann, 2015, pp. 243-258.  (ISBN 9782705691066)
Céline Lafontaine, « La bioéconomie et les fondements imaginaires de l'industrie biomédicale : le cas des cellules souches », dans Pierre Musso (dir.) Imaginaire, Industrie et innovation, Paris, Manucius, 2016
Céline Lafontaine, Johanne Collin et Anouck Alary, « Pharmaceuticalisation et fin de vie. La sédation profonde comme nouvelle norme du bien mourir », Droit et Cultures, n°75, vol.1, 2018, pp. 35-58.  (ISSN 0247-9788). DOI: 10.4000/droitcultures.4368
Céline Lafontaine, « Mon corps, mon capital. La bioéconomie et les nouvelles frontières du corps humain », dans Stefano Biancu (dir.) The Human Measure. Perspectives on humanism, Ethics & Politics, Trieste, XXI, 2, 2019, pp.77-88.  (ISSN 1825-5167). DOI: 10.13137/1825-5167/28390
Céline Lafontaine, « L'autocoservation des ovocytes », Études, n°7, 2019, pp. 41-50. DOI: 10.3917/etu.4262.0041
Céline Lafontaine, Bio-objets. Les nouvelles frontières du vivant, Paris, Seuil, 2021.  (ISBN 9782021375497)
Céline Lafontaine et Maxime Wolfe, « Par-delà humain et non-humain : de la nécessité d’une approche matérialiste du vivant en sciences sociales ». Cahiers de recherche sociologique, n°70, 2021, pp.193-212. DOI: 10.7202/1097423ar
Céline Lafontaine, Maxime Wolfe, Janie Gagné et Élisabeth Abergel, « Bioprinting as a Sociotechnical Project: Imaginaries, Promises and Futures », Science as Culture, vol. 30, n°4, 2021, pp. 556–580. DOI: 10.1080/09505431.2021.1977264
Céline Lafontaine (dir.), « Matériaux vivants », Socio-anthropologie, vol.49, 2024.  (ISSN 1276-8707)

### Entretiens
« Le rêve de la maîtrise du vivant », Siggi, entretien de Jules Pector-Lallemand, 10 octobre 2023
« Utérus artificiel : vers une procréation sans humain ? », France culture (podcast), 30 décembre 2022
« Épisode 3/3 : GPA : la valeur de la grossesse », France culture (podcast), 1 juin 2022
« Bienvenue dans la civilisation “in vitro” », Philonomist, entretien d’Apolline Guillot, 9 février 2022
« Vraies révolutions et fausses promesses : la réalité des technologies aujourd’hui », France culture (podcast), 28 mai 2021
« Les bio-objets bouleversent notre définition du vivant », CQFD (podcast), entretien de Sarah Dirren, 3 mai 2021
« Chimères homme-animal : dépasse-t-on les limites éthiques ? », France culture (podcast), 27 avril 2021
« "On estime que l'on peut modifier le vivant sans frais" », Marianne, entretien par Rachel Binhas, 13 avril 2021
« Comment se cultive la vie en laboratoire ? », France culture (podcast), 24 mars 2021
« « Bio-objets », de Céline Lafontaine : la chronique « sociologie » de Roger-Pol Droit », Le Monde, entretien de Roger-Pol Droit, 19 mars 2021
« La privatisation du vivant », Pratiques, entretien de Françoise Acker, Sylvie Cognard, Marie Kayser et Anne Perraut Soliveres, janvier 2018
« Souffrir et mourir au temps du libéralisme », L’inconvénient, entretien d’Ugo Gilbert Tremblay, 8 décembre, 2016
« Gare aux néo-charlatans! », Québec Science, entretien d’Elias Levy, 23 octobre 2014
« Les organismes vivants incarnent l’espoir de poursuivre une croissance économique illimitée », Le Monde, entretien de Catherine Vincent, 2 juin 2014
« Le prix du sang », Mediapart, entretien de Joseph Confavreux et Michel de Pracontal, 10 mai 2014
« Entre innovation médicale et enjeux éthiques : quel avenir pour la bioéconomie ? », France culture (podcast), 9 mai 2014
« Où va la biologie de synthèse ? », France culture (podcast), 3 mars 2012
« Grand problème dans l'infiniment petit », Le Devoir, entretien d’Antoine Robitaille, 12 avril 2010
« La société post-mortelle », France culture (podcast), 28 août 2008